# Хомичи (Волынская область)
Хомичи́ (укр. Хомичі) — село в Шацкой поселковой общине Ковельского района Волынской области Украины.
До 2020 года входило в Шацкий район.
Код КОАТУУ — 0725785404. Население по переписи 2001 года составляет 94 человека. Почтовый индекс — 44031. Телефонный код — 3355. Занимает площадь 0,246 км².